# Knappschaftsheilstätte Sülzhayn

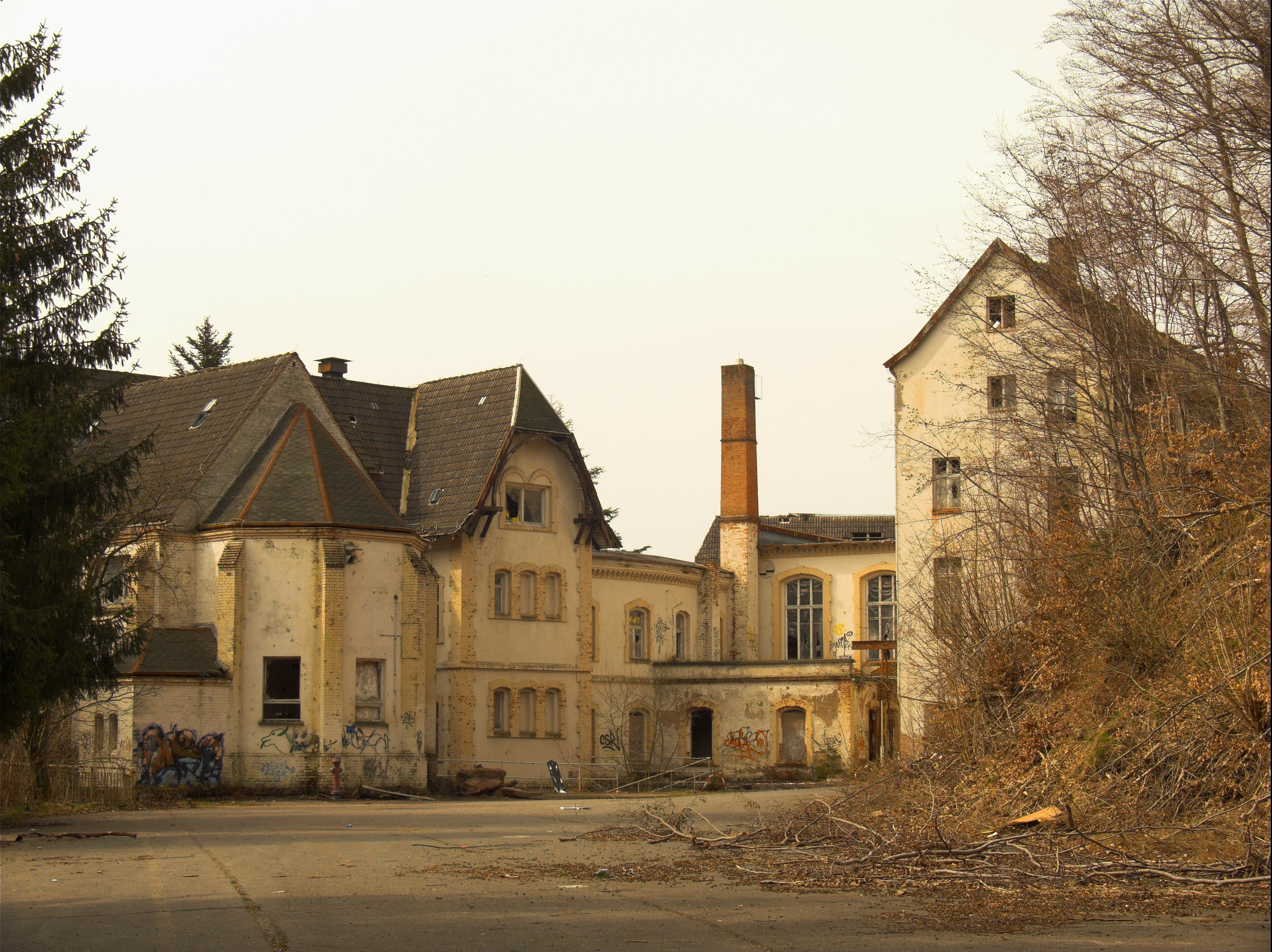
Knappschaftssanatorium

Die Knappschafts-Heilstätte wurde am Steierberg in Sülzhayn, heute Ortsteil von Ellrich, betrieben. Bauherr war die Norddeutsche Knappschafts-Pensionskasse zu Halle/Saale, Architekt war Gustav Hasse. Die Bauzeit dauerte von 1896 bis 1898. Sanitätsrat Emil Kremser wurde zum leitenden Arzt berufen. Die Eröffnung mit Aufnahme der ersten Patienten fand am 17. Januar 1898 statt, die Einweihung war am 15. Oktober 1898. Zu den Patienten zählten Bergleute. In Kriegszeiten diente die Einrichtung auch als Lazarett. In der Nachkriegszeit wurde das Haus durch die russische Armee genutzt. Danach diente es wieder der Behandlung von Lungenkranken, deren Zahl nach dem Zweiten Weltkrieg wieder stark angestiegen war. Ende der 1960er Jahre wurde das Haus – sicher aufgrund seiner Nähe zur Innerdeutschen Grenze zu einem Reha-Zentrum für Querschnittgelähmte. Nach der Wende wurde das Haus weiterhin als Krankenhaus für Querschnittgelähmte verwendet, entsprach aber bei weitem nicht den westlichen Ausstattungsstandards. Als Ersatz wurde in Sülzhayn eine neue Klinik errichtet. Die Schließung des alten Gebäudes erfolgte am 15. März 1997. Die ehemalige Knappschafts-Heilstätte steht seither leer und ist dem Verfall preisgegeben. Investoren für eine Nachnutzung fanden sich bisher nicht.
Neben dem großen Bau entstand das Sanatorium Dr. Kremser. Der Bauherr war die Norddeutsche Knappschafts-Pensionskasse zu Halle/Saale, Architekt war Gustav Hasse. Die Bauzeit dauerte von 1896 bis 1897. Sanitätsrat Emil Kremser wurde auch hier zum leitenden Arzt berufen. Die provisorische Eröffnung fand am 17. Januar 1898 statt, die Konzession wurde am 17. Mai 1899 erteilt. Es verfügte über zehn Betten. Zu den Patienten zählte Jacobus Henricus van ’t Hoff. 1918 wurde die Einrichtung geschlossen. Das Objekt wurde für die Unterbringung von Heilstätten- bzw. Klinikpersonal umgebaut und blieb bis 1997 genutzt. Durch einen Sturm sind mehrere Gebäude teilweise eingestürzt.
Im Jahr 2019 wurde das baufällige Gebäude dann zum Teil abgerissen, ein anderer Gebäudeteil ist noch erhalten.